# اوکلی (مینه‌سوتا)
اوکلی، مینه‌سوتا (به انگلیسی: Oklee, Minnesota) یک شهر در ایالات متحده آمریکا است که در شهرستان رد لیک، مینه‌سوتا واقع شده‌است.

## خصوصیات
اوکلی ۱٫۵۵ کیلومترمربع مساحت و ۴۳۵ نفر جمعیت دارد و ۳۵۱ متر بالاتر از سطح دریا واقع شده‌است.